# Austrolimnophila (Austrolimnophila) subsessilis
Austrolimnophila (Austrolimnophila) subsessilis is een tweevleugelige uit de familie steltmuggen (Limoniidae). De soort komt voor in het Neotropisch gebied.